# Geophis laticollaris
Geophis laticollaris är en ormart som beskrevs av Smith, Lynch och Altig 1965. Geophis laticollaris ingår i släktet Geophis och familjen snokar. Inga underarter finns listade i Catalogue of Life.
Arten är endast känd från några få individer som hittades i delstaterna Oaxaca i Mexiko. Dessa exemplar upptäcktes vid 900 meter över havet. Ormen vistas i skogar och i kaffeodlingar. Individerna gräver i lövskiktet och i det översta jordlagret. Honor lägger ägg.
För beståndet är inga hot kända. IUCN kategoriserar arten globalt som otillräckligt studerad.